# Valentine (álbum de Snail Mail)
Valentine es el segundo álbum de estudio de la cantante estadounidense Snail Mail. El álbum fue publicado el 5 de noviembre de 2021 a través de Matador Records.

## Antecedentes
Lindsey Jordan intentó comenzar a escribir material para su segundo álbum inmediatamente después de su álbum debut, Lush. Sin embargo, ella tuvo problemas al escribir debido a que estaba de gira y falta de oportunidades. Durante el inicio de la Pandemia de COVID-19, Jordan regresó a la casa de sus padres en Baltimore, donde ella comenzó a trabajar seriamente en Valentine. En noviembre de 2020, Jordan pasó 45 días en un centro de rehabilitación en Arizona, una experiencia a la que se refiere directamente en «Ben Franklin».

## Recepción de la crítica
Valentine recibió críticas positivas desde su lanzamiento; consiguiendo un puntaje de 88/100 en Metacritic y otorgándole el certificado de “Best New Music” por Pitchfork.

## Lista de canciones
Todas las canciones escritas y compuestas por Lindsey Jordan.

| Lista de canciones de Valentine |                     |          |  |
| N.º                             | Título              | Duración |  |
| 1.                              | «Valentine»         | 3:16     |  |
| 2.                              | «Ben Franklin»      | 3:01     |  |
| 3.                              | «Headlock»          | 3:12     |  |
| 4.                              | «Light Blue»        | 2:34     |  |
| 5.                              | «Forever (Sailing)» | 4:18     |  |
| 6.                              | «Madonna»           | 2:53     |  |
| 7.                              | «c. et al.»         | 3:23     |  |
| 8.                              | «Glory»             | 2:20     |  |
| 9.                              | «Automate»          | 3:09     |  |
| 10.                             | «Mia»               | 3:27     |  |

## Posicionamiento
| Gráfica (2021)                            | Pico de posición |
| ----------------------------------------- | ---------------- |
| Australia (ARIA Charts)                   | 35               |
| Escocia (Scottish Albums Chart)           | 7                |
| Reino Unido (UK Albums Chart)             | 35               |
| Reino Unido (UK Independent Albums Chart) | 3                |
| Estados Unidos (Billboard 200)            | 61               |